# Ek Balam
Ek Balam (a név jelentése jukaték-maja nyelven fekete jaguár) 1997 óta kiásott ókori maja város Valladolid közelében, a Yucatán-félszigeten, Mexikóban. A városrom esőerdőben található, 30 kilométerre északra Valladolidtól illetve 240 kilométerre Cancúntól.
A település legkorábbi nyomai a Kr. u. első századig érnek, virágkorát Kr. u. 700 és 1000 közöttre tehetjük. Körülbelül 1200-ban kezdődött meg a kultúrközpont hanyatlása. A legkorábbi spanyol nyelvű feljegyzés Ek Balamról a Relación Geográfica című mexikói állami leírásban található, ebben röviden az épületeket is leírták. Az ebben a dokumentumban rögzített bennszülött leírások szerint a város egy Talol nevű állam részét képezte. A város alapítója vagy Ek' Balam volt vagy Coch Cal Balam. Róla azt mondják, hogy nagy számú alattvalóval keletről érkezett és meggyilkolásáig negyven évig uralkodott. Utódjával megszűnt dinasztiája, a környéket ezek után a cupulok uralták. A spanyol hódítás után Ek Balam területén kis település jött létre.
A feliratok szerint Ukit Kan Lek Tok' fontos uralkodó volt, aki 770 és 801 között uralkodott. Ő építette az ún. I. épületet (de legalábbis részeit), amelynek negyedik emeletén a kígyószájkapu mögött holttestét megtalálták. Létezik róla egy miniatúra ábrázolás, amelyen erősen deformált arc látható. Koponyájának oszteológiai vizsgálata után megállapítható, hogy koponyájának és így arcának deformációja fogazatának hosszú ideig tartó gyulladásos megbetegedésére vezethető vissza.

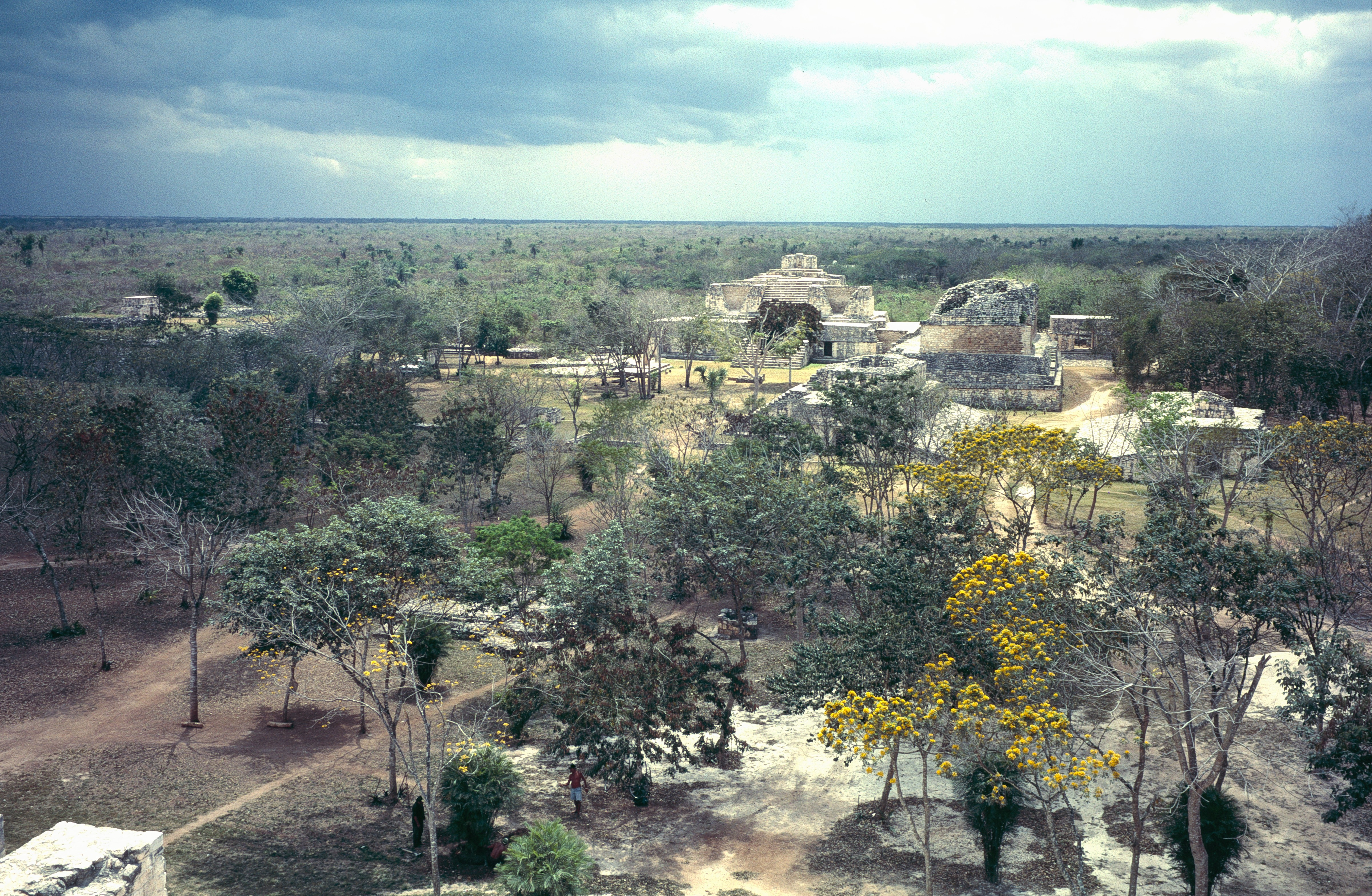

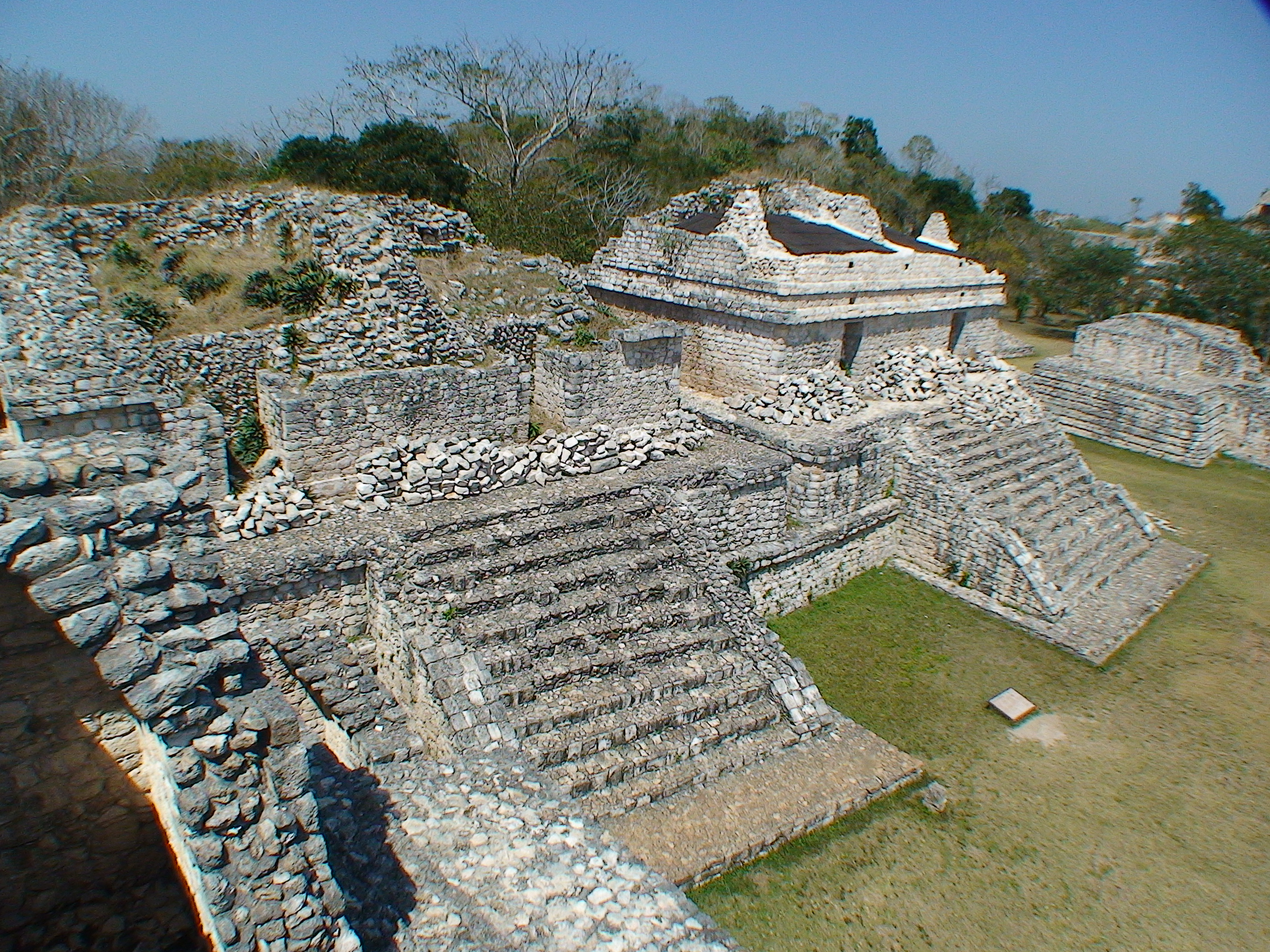